# Jenny Van Santvoort
Jenny Van Santvoort (Mechelen, 8 november 1899 - Brasschaat, 19 februari 1983) was een Belgische actrice.
Van Santvoort studeerde aan het Koninklijk Vlaams Conservatorium en was sinds 1921 verbonden aan het toneelgezelschap van het K.N.S. in Antwerpen. Zij was er zo collega van onder meer Frank Aendenboom, Gella Allaert, Remy Angenot, Hector Camerlynck, Jan Cammans, Charles Cornette, Hubert Damen, Jan Decleir, Martha Dewachter, Greta Lens, Leo Madder, Robert Marcel, Luc Philips, Jet Naessens, Ray Verhaeghe, Bernard Verheyden, Gaston Vandermeulen, Lode Verstraete, Denise Zimmerman. In het speeljaar 1951-1952 stond een door haar geschreven stuk op het programma: Het Esbattement van Hanneken Leckertant.
Haar hoofdactiviteit lag in het toneel maar Jenny Van Santvoort was ook te zien in de film Uit hetzelfde nest van Edith Kiel (1952) en in  Malpertuis van Harry Kümel (1971). Ze acteerde ook in tv-films voor de BRT: Slissen en Cesar (1962), Arsenicum en oude kant (1971), Avondspelen (1971), Een lange herfstdag (1971) en De vrouwen naar het graf (1972). Met haar rol van Clementine in de populaire televisiereeks Wij, Heren van Zichem (naar de verhalen van Ernest Claes) raakte ze op latere leeftijd ook bij een breder publiek bekend.